# Luna–14
A Luna–14 (E-6LS-113) második generációs szovjet holdautomata, a Luna-program része. A Hold mesterséges holdja lett.

## Küldetés
Tervezett feladata a Hold megközelítése – körpályára állás, felületének fényképezése és a Hold körüli térség kutatása. Repülés közben a kozmikus sugárzás, a napszél, a mikrometeoritok, az interplanetáris anyag és a Hold mágneses terének vizsgálata.

## Jellemzői
Építette és üzemeltette az OKB–1 (oroszul: Особое конструкторское бюро №1, ОКБ-1), később Lavocskin-tervezőiroda.
1968. április 7-én a bajkonuri indítóbázisról, egy háromlépcsős, párhuzamos elrendezésű Molnyija hordozórakétával (8K78) állították Föld körüli parkolópályára. Az orbitális egység pályája 88,78 perces, 51,78 fokos hajlásszögű, elliptikus pálya adatai: perigeuma 189 kilométer, apogeuma 242 kilométer volt. Az utolsó fokozat hajtóművének újraindításával elérte a szökési sebességet. Három ponton stabilizált (Föld-, Hold- és Nap-központú) űreszköz. Hasznos tömege 1700 kilogramm. Április 8-án pályakorrekciót hajtottak végre a hideggáz-fúvókák segítségével. A holdautomata teljesen megegyezett a Luna–12 űrszondával.
Felépítése: szállító- valamint fékezőegység, vezérlőegység, csillagérzékelő (tájolás), orientációs gáztartály és hideggáz-fúvókák, kormányhajtóművek; fékezőegység, üzemanyagtartályok és a fékező hajtómű. Az önálló holdszputnyik belsejében rádiórendszer (adó-vevő), vezérmű, áramforrások, hőszabályzó, antennák; felületén – plazmadetektor, radiométer, szcintillációs gamma-spektrométer, magnetométer, rádiócsillagászati eszköz. Áramellátását vegyi akkumulátorok biztosították.
Április 10-én végrehajtott fékezést követően a műszertartály nem vált el a hordozó egységtől, Hold körüli pályára állt. Keringési ideje 2 óra 40 perc volt. Hold körüli pályaadatai: 42 fokos hajlásszög, periszelénium (a Holdhoz legközelebb eső pontja, első keringésnél: 160 kilométer) és az aposzelénium (a Holdtól legtávolabb eső pontja, első keringésnél 870 kilométer). Az alapkutatáson túli feladata további adatgyűjtés a Holdra történő sima leszállás megvalósításához. Tartalmazott egy teszt Lunohod-egységet a Lunohod-program elősegítésére. 176 Hold körüli fordulat alatt 97 rádiókapcsolatot létesített. Az utolsó kapcsolat a szondával április 30-án volt.